# Dala-Borgunda-Högstena församling
Dala-Borgunda-Högstena församling är en församling i Stenstorps pastorat i Falköpings och Hökensås kontrakt i Skara stift. Församlingen ligger i Falköpings kommun i Västra Götalands län.

## Administrativ historik
Församlingen bildades 2010 genom sammanslagning av Dala, Borgunda och Högstena församlingar och ingår sedan bildandet i Stenstorps pastorat.

## Kyrkor
- Borgunda kyrka
- Dala kyrka
- Högstena kyrka